# درجة حرية (إحصاء)
في الإحصاء، درجات الحرية (بالإنجليزية: degrees of freedom)‏ أو df هي عدد القيم القابلة للتغير في حساب خاصية إحصائية ما.
يعتمد حساب الخصائص الإحصائية المختلفة على مجموعة من المعلومات أو البيانات. يسمى عدد المعلومات المستقلة عن بعضها والتي تدخل في حساب خاصية إحصائية معينة (كالتباين Variance، والارتباط Correlation... الخ) بدرجات الحرية (df). بشكل عام، عدد درجات الحرية في تقييم خاصية إحصائية معينة يساوي عدد القراءات المستقلة التي تدخل في حساب الخاصية الإحصائية (تباين، ارتباط...) ناقص عدد الخصائص الإحصائية المستخدمة في حساب الخاصية الإحصائية المطلوبة (مثل استخدام قيمة المتوسط الحسابي في حساب التباين مثلا).
على سبيل المثال: لدينا عينة إحصائية مكونة من 100 قراءة لنتائج امتحان ذكاء أجري على 100 شخص. عدد درجات الحرية في حساب التباين لهذه العينة يساوي عدد القراءات المستقلة "100" ناقص عدد الخصائص الإحصائية المستخدمة في حساب التباين وهي هنا تساوي "1" لأننا فقط نستخدم المتوسط الحسابي في حساب التباين. أي أن عدد درجات الحرية لحساب التباين في هذا المثال يساوي 99.
رياضيا، درجات الحرية تمثل بعد نطاق متجه عشوائي، أو بشكل أوضح عدد مركبات المتجه «الحرة»: أي هي عدد مركبات المتجه التي تجب معرفتها للتمكن من تحديده بشكل كامل.
يستخدم مصطلح درجات الحرية بكثرة ضمن سياق الحديث عن نموذج الانحدار الخطي وتحليل التباين، حيث يكون لدينا مجموعة من المتجهات العشوائية مقيدة بالوقوع ضمن فضاء جزئي خطي، ويكون عدد درجات الحرية هو عدد أبعاد ذلك الفضاء الجزئي الخطي. درجات الحرية تستخدم أيضا في حساب مربعات أطوال تلك المتجهات، وفي حساب خصائص توزيع مربع كاي (بالإنكليزية: Chi-Squared) وأنواع التوزيعات الإحصائية الأخرى.